# 寿岳潤
寿岳 潤（じゅがく じゅん、1927年9月19日 - 2011年9月14日）は、日本の天文学者。東京大学名誉教授。父は寿岳文章、母は寿岳しづ、姉は寿岳章子。

## 人物
京都府出身。国際天文学連合第51分科会（生物天文学）の副委員長を務め、日本における地球外知的生命体探査の第一人者として知られる。
父は英文学者・書誌学者の寿岳文章、母は翻訳家・評論家・小説家の寿岳しづ、姉は国語学者・随筆家・社会運動家の寿岳章子。1933年、一家で京都府向日市に転居し少年期を過ごした。

## 略歴
- 旧制京都府立一中、旧制三高卒業。
- 1950年：京都大学理学部卒業
- 1957年：ミシガン大学大学院天文研究科天文学専攻博士課程修了
- 1958年：理学博士の学位を取得、論文の題は「蝎座タウ星大気におけるヘリウムと水素の組成比について」[4]。カリフォルニア工科大学研究員となる。
- 1963年：東京大学附属東京天文台入台
- 1964年：東京大学助教授
- 1986年：東京大学教授
- 1988年：定年退官、名誉教授、東海大学文明研究所教授
- 1991年
  - 野口邦男と部分的ダイソン球探査を目的とした赤外線観測。これが日本初の地球外知的生命体探査 (SETI) 観測となった。
  - 哲学者・高橋昌一郎、物理学者・大槻義彦らと Japan Skeptics の設立に参加。
- 1993年：東海大学定年退任
- 2011年：逝去。墓所は南禅寺慈氏院。

## 著書
- 『星座をみる楽しみ』星の世界をたずねる 小林悦子共著　岩波書店 1984
- 『宇宙論はいま』責任編集 丸善 2003 パリティブックス
- 科学者たちのまじめな宇宙人探し - 1990年、立風書房：石原藤夫・大島泰郎・滝沢守・平林久・松田卓也・森本雅樹・横尾広光との共著。